# Szántó Tibor (tipográfus)
Szántó Tibor (született Czien) (Kispest, 1912. április 6. – Budapest, 2001. május 5.) Kossuth-díjas magyar könyvművész, grafikus. A 20. század második felének egyik legnagyobb magyarországi könyvművésze, számos általa tervezett és illusztrált kötet méltán tűnt ki az 1955-től minden évben megtartott Szép Magyar Könyv versenyén, (Képes krónika, A magyar irodalom képeskönyve, a Vizsolyi biblia és még lehetne sorolni.) A Magyar Anjou-legendárium nemcsak itthon, a szép könyvek versenyén tűnt fel 1973-ban, a lipcsei könyvversenyen ezüstérmet nyert 1974-ben.

## Élete
1912. április 6-án Kispesten, szegény zsidó családban született. Szülei Czien Ernő lakatossegéd és Blumenschein Gizella (1884–1947) varrónő voltak. Tizenévesen betűszedőként kezdte, majd a tervezés és az új „művészeti ág”, a tipográfia felé fordult. Így került az avantgárd kötetek, folyóiratok, plakátok tervezője, Bortnyik Sándor iskolájába, ahol nemcsak szakmát, hanem küldetéstudatot is szippanthatott magába. Tizenhat évesen Illyés Gyula tanácsára és ajánlásával felkereste Gyomán Kner Imrét, és ez döntő hatással volt pályájára. Az Eötvös Loránd Tudományegyetem művészettörténet-muzeológia szakán végzett. Kezdetben napilapoknál dolgozott, de már az 1930-as évektől publikált is a Magyar Grafikában. Végzett nyomdászként először évekig a Globus Nyomdában dolgozott, ott már néhány könyvet is tervezett. Közel állt hozzá, hogy kinevezzék műszaki vezetőnek, de ezt meghiúsította az ún. első, majd a második zsidótörvény. 1935-ben Budapesten házasságot kötött Székely Aladár és Bitlingmayer Paula lányával, Edittel.
1941-ben behívták munkaszolgálatra, Szinérváralján dolgozott. A további munkaszolgálat alól sikerült mentességet szereznie, de 1944-ben újra behívták. Jászberényből sorstársaival, köztük Radnóti Miklóssal együtt a szerbiai Borba vitték kényszermunkára. A megpróbáltatásokat szerencsésen túlélte.
A második világháború után a Népszavánál dolgozott, majd a tankönyvkiadásért felelt. A Móra Ferenc Könyvkiadó, a Révai nyomda, később a Magyar Helikon Könyvkiadó művészeti vezetője volt. Tanított a Magyar Képzőművészeti Főiskolán és az Iparművészeti Főiskolán. Az újjáéledt Magyar Bibliophil Társaság főtitkárának választották. Nevéhez fűződik számos kötet a Magyar Helikon Könyvkiadó bibliofíl kiadványaiból, kódexek és a Károlyi-biblia facsimile kiadásai, és több valódi, kis példányszámú bibliofil kiadvány.
2001. május 5-én Budapesten hunyt el.

## Munkássága

### Munkaállomásai
- 1926: betűszedő segédvizsga, a Havas Nyomda, majd a Globus szedője, mesterszedője, Az Újságot és a Reggelt tördelte.
- 1936, 1937: az Országos Iparegyesület ösztöndíja. Szakcikkeit közölte a Magyar Grafika és a Typographia.
- 1945-1949-ben a Népszava, később annak kulturális melléklete, a Dolgozók Világlapja képszerkesztője.
- 1949-ben a tankönyvkiadást irányította a Nyomdaipari Igazgatóságon.
- 1949-1954 között a Grafikai Ipariskola igazgatója, a Révai Nyomda művészeti instruktora, majd a Kossuth Nyomda műszaki osztályvezetője volt.
- 1956-1962 között a Móra Könyvkiadó művészeti szerkesztője.
- 1962-1990 között a Magyar Helikon Könyvkiadó művészeti és technikai vezetőjeként dolgozott.
- 1950-től a Magyar Képzőművészeti Főiskola, 1965-től a Magyar Iparművészeti Főiskola, 1973-tól a Könnyűipari Műszaki Főiskola tanára.
- 1957-1975 között a Magyar Grafika, 1969-1977-ben az Interpressgraphik szerkesztőségében dolgozott.

### Munkamódszere, stílusa
Folyamatosan publikált a könyvtörténet, írástörténet, betűtörténet, szépműves tipográfia tárgykörében, a Magyar Grafika, a Könyvtáros, a Gutenberg Jahrbuch, a Papier und Druck, a Druckspiegel, a Print in Britain, a Graphische Revue Österreich hasábjain. A Magyar Bibliophil Társaság főtitkára. 1994-ben állandó életműkiállítása nyílt a keszthelyi Helikon Kastélymúzeumban. Tipográfiai szemléletét a Bortnyik Sándor körében megismert konstruktivista-funkcionális felfogás alapozta meg, amit a nyomdászat gyakorlati ismerete és a mesterség történeti megismerésének igénye mélyített el. Különösen könyvcímlapjain és védőborítóin érezhető a konstruktivista síkkompozíció iránti vonzalom, melynek eredménye dekoratív, színes, játékos megoldás, vagy szigorúbb, puritánabb betűkompozíció is lehet. Széles körű irodalmi és könyvtörténeti tájékozottság és a nyomdatechnika lehetőségeinek kimagasló ismerete, állandó önképzés jellemezte tevékenységét. Tervezői és szerkesztői munkájában is kamatoztatta az írókkal (József Attila, Zelk Zoltán, Karinthy Frigyes és Karinthy Ferenc, Weöres Sándor, Devecseri Gábor, Somlyó György, Illyés Gyula) és rajzolókkal, illusztrátorokkal (Kass János, Reich Károly, Szalay Lajos, Szász Endre, Szántó Piroska, Würtz Ádám) kialakított személyes kapcsolatát. A tervezőmunka mellett fontos szerepet szánt az elméleti szakírásnak, a népszerűsítésnek és a régi könyvészeti ritkaságok fakszimile kiadásának. Egyenlő gonddal ápolta az igényes hagyományt és törekedett a tömegkönyv színvonalának emelésére. A könyv, mint egységes műtárgy szellemében tervezett, ideálja az egyszerű, tiszta, áttekinthető kompozíció. Merített a könyvművészet teljes eszköztárából, de kerülte a halmozást. Nemes egyszerűség és elegancia volt jellemző védőborítóira, könyvkötéseire és tipográfiájára is. Történeti témájú munkák esetében is visszafogott, a stílusok ismeretét a stílusok tiszteletével párosította, nemcsak a fakszimile kiadványokban, hanem a stílusidézetek, illusztrációk felhasználásakor is.

## Elméleti, szerkesztési és könyvművészeti munkái (válogatás)

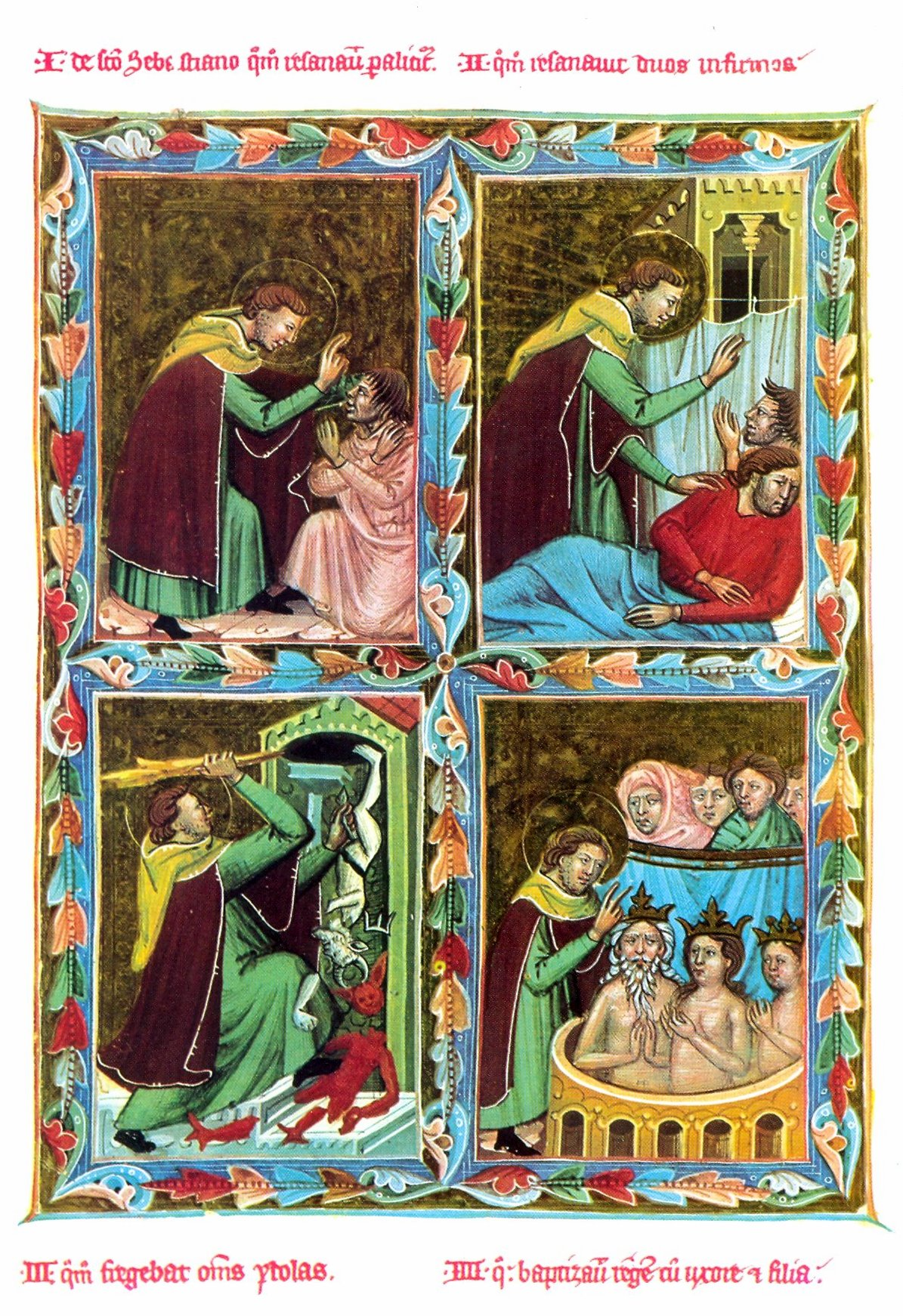
A Magyar Anjou Legendárium. Szent Sebestyén.
Hasonmás kiadás Szántó Tibor műszaki gondozásában (1973)

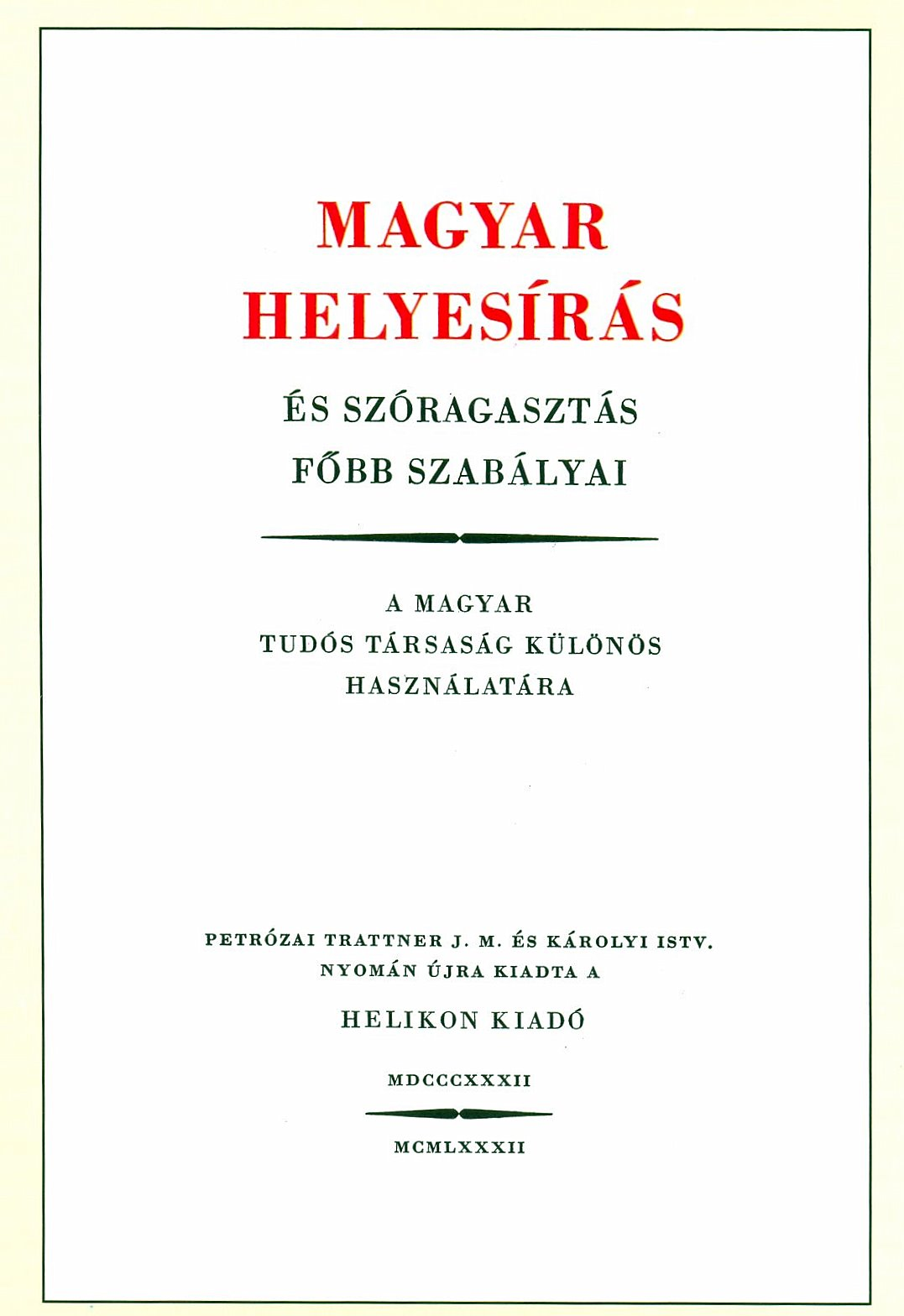
A hasonmás kiadás borítójának első oldala
Szántó Tibor tervezése (1982)

### Saját írásai
- A betűszedés könyve; Könnyűipari Könyvkiadó, Bp., 1951
- A nyomtatott betű művészete. Budapest, 1958.
- Könyvnyomtatás, tipográfia; 2. átdolg. kiad.; Műszaki, Bp., 1963
- A betű : A betűtörténet és a korszerű betűművészet rövid áttekintése. Budapest : Akadémiai, 1965.
- A szép magyar könyv 1473-1973 z ötszáz éves magyar könyvművészet képeskönyve; Akadémiai, Bp., 1974
- A könyv története; Táncsics, Bp., 1976 (A mi világunk)
- Kis képes betűtörténet. ABC; Nyomdaipari Grafikai Vállalat Betűöntödéje, Bp., 1977
- A magyar plakát. Budapest : Corvina, 1986
- Könyvtervezés. Budapest : Kossuth Ny., 1988
- A biblioman/80. Tündérhegyi csevegések Szántó Tibor könyvtervezővel; beszélgetőtárs Vértessy Sándor; Zrínyi Ny., Bp., 1991-92

### Szerkesztett könyvek
- Nyomdaipari enciklopédia; Állami Műszaki Főiskola, Bp., 1950
- Karinthy Frigyes: Mene tekel [Würtz Ádámmal], 1959
- Kálti Márk: Képes krónika, 1964[11]
- Ferenczy Béni [album Illyés Gyula előszavával], 1967
- Bibliotheca Corviniana [Csapodi Cs., Cs. Gárdonyi Klárával], 1967
- A könyv mestere. Kner Imre levelezése, 1969
- Radnóti Miklós: A bori notesz (hasonmás kiadás), 1970
- A szép könyvről. Bernáth Aurél, Boldizsár Iván írásai; szerk. Szántó Tibor; Európa, Bp., 1970
- Anno 1800. Elfelejtett hazai nyomtatványok; összeáll. Szántó Tibor, szerk. Kardos Katalin, bev. Lukácsy Sándor; Magyar Helikon–Európa, Bp., 1972 (Magyar tipográfia)
- A magyar sajtó képeskönyve [Dersi Tamással], 1973
- Magyar Anjou Legendárium (hasonmás kiadás), 1973
- Zelk Zoltán 70; szerk., terv. Szántó Tibor; Dürer Ny., Gyula, 1976
- Költők barátja. Tevan Andor emléke [Baróti Dezsővel], 1979
- A magyar irodalom képeskönyve [Keresztury Dezsővel], 1981
- Vizsolyi Biblia (hasonmás kiadás), 1981
- Bartók Béla; szerk. Szántó Tibor, ill. Szalay Lajos; Szántó Tibor, Bp., 1981
- Magyar helyesírás (hasonmás kiadás),[12] 1982
- Babits Mihály: Fortissimo, 1983
- A magyar munkásmozgalom képeskönyve; szerk. Esti Béla, S. Balogh Ilona, Szántó Tibor; Kossuth, Bp., 1984
- A magyar filmművészet képeskönyve; szerk. Nemeskürty István, Szántó Tibor; Helikon, Bp., 1985
- Magyar ex librisek 1525-1985, 1985
- Tisztelet a magyar tipográfiának. Ötszáz év szép könyvei az Országos Széchényi Könyvtárban. 1986. június 24–augusztus 31.; kiállításrend. és katalógusszerk. Kelecsényi Gábor, Wix Györgyné, Szántó Tibor, bev. Kelecsényi Gábor; Magyar Bibliofil Társaság, Bp., 1986
- Kner Imre és az irodalom. Kiállítás a Petőfi Irodalmi Múzeum, a Magyar Bibliofil Társaság, a Kner Nyomda és Múzeum rendezésében. 1987. V-VI.; szerk. Szántó Tibor; PIM, Bp., 1987
- Szántó Tibor tipográfus, könyvtervező kiállítása a Vigadó Galériában. 1987. május 7–június 7.; rend. Kratochwill Mimi; Vigadó Galéria, Bp., 1987 (Vigadó Galéria... számú katalógusa)
- Bartók Béla köszöntése. Megjelent Bartók Béla hamvainak hazaszállítása alkalmából 1988. július 7-én; bev. Keresztury Dezső, szerk. Szántó Tibor; Láng, Bp., 1988
- ABC. Csoóri Sándor, Fodor András, Horgas Béla, Márton László, Rákos Sándor versei. Szántó Tibor tipografikái; Kner Ny., Gyoma, 1988
- Károlyi Mihály és az őszirózsás forradalom; szerk. Szántó Tibor, dokumentumvál. Győrffy Sándor, Jemnitz János, Major Ottó; Károlyi Mihály Társaság, Debrecen, 1988
- Helikon Library, Keszthely. IX 1989; szerk. Szántó Tibor, bev. Csendes Antal; Magyar Bibliofil Társaság, Bp., 1989
- Képek a Bibliához; szerk., bibliai szövegvál. Szántó Tibor; Officina Nova, Bp., 1990
- Laudatio Johannis Szentágothai; szerk. Szántó Tibor; Akadémiai, Bp., 1992
- Laudatio Georgii Ádám; szerk. Szántó Tibor; Akadémiai, Bp., 1992
- Illyés Gyula 90; szerk. Szántó Tibor; Magyar Bibliofil Társaság–Alföldi Nyomda, Bp.–Debrecen, 1992
- Weöres Sándor: Szent Miklós, 1992
- Szó és kép; terv. Szántó Tibor, előszó Kovács Sándor Iván; Pesti Szalon, Bp., 1993
- Czoma L.-Keresztury D.: Könyv a költészetről. Emlékezés a Nyugat költőire, 1994
- Weöres Sándor–Károlyi Amy: Tollrajzok, 1995
- Kós Károly: Erdélyország népének építése, 1996
- Kass János metszetei; szerk. Szántó Tibor; Magyar Bibliofil Társaság, Bp., 1997 (A Magyar Bibliofil Társaság évkönyve)
- Betű géniusz. Szántó Tibor tipográfiai tervei kedvelt olvasmányaihoz; ill. Botticelli, Sandro et al.; Balassi, Bp., 2000

### Róla szóló írások
- Csüry István szerk.: Előadások Szántó Tibor könyvművész életmű-kiállítása alkalmából. Könyv és műveltség, a nélkülözhetetlen könyv, hasonmás kiadások. Debrecen : Alföldi Nyomda, 1978
- Szántó Tibor könyvtervező tipográfus kiállítása a Vigadó Galériában. 1982. augusztus 6–szeptember 5.; kiállításrend. Szenes István; Vigadó Galéria, Bp., 1982 (Vigadó Galéria... számú katalógusa)
- Kovács Sándor Ivánː Egy magyar tipográfus; ill. Illyés Gyula; Kner Ny., Gyoma, 1984
- Steinert Ágota szerk.: A könyvművész ünneplése (Szántó Tibor 75. születésnapjára). Budapest : Helikon, 1987
- Szántó Tibor könyvalkotói munkásságának hatvanadik évfordulójára. Budapest : Nyomdász, 1995
- Szántó Tibor és barátai. Szántó Tibor beszélgetése Tóth Gyulával 1986. február 6-ától 24-éig. Budapest : Gyomai Kner Nyomda Rt., 2001. (A Kner Nyomdaipari Múzeum füzetei)

## Egyéni kiállítások
- 1973 • Műcsarnok, Budapest • Könyvmúzeum, Prága • Dürer Múzeum, Gyula
- 1974 • József Attila Könyvtár, Miskolc
- 1975 • Bodoni M., Párma (kat.) • Gutenberg Museum, Mainz
- 1976 • UNESCO Palota, Párizs
- 1977 • Budapesti Történeti Múzeum, Budapest
- 1978 • Kossuth Lajos Tudományegyetem Könyvtár, Debrecen
- 1982 • Vigadó Galéria, Budapest (kat.) • Galerie d'Orsay, Párizs • IBA, Lipcse
- 1984 • Frankfurti Könyvvásár • Münchner Stadtmuseum
- 1985 • Zentralbucchandlung, Bécs • Katholische Akademie, Hamburg
- 1987, 1992 • Vigadó Galéria, Budapest
- 1997 • Iparművészeti Múzeum, Budapest • Helikon Kastélymúzeum, Keszthely (állandó kiállítás).

## Díjak, elismerések (válogatás)
- 1972: Gutenberg-díj; Munkácsy Mihály-díj;
- 1978: Tótfalusi Kis Miklós-díj;
- 1991: Bodoni-díj; Magyar Művészetért Alapítvány díja;
- 1992: A Magyar Köztársasági Érdemrend tisztikeresztje;
- 1995: Szép magyar könyv verseny életműdíja;
- 1996: Kossuth-díj;
- 1999: Magyar Örökség díj.